# Marian Plug
Marian Plug (Almelo, 2 augustus 1937) is een Nederlandse kunstschilderes, die tot het neo-expressionisme wordt gerekend. Plug ontving verschillende prijzen, waaronder de Jeanne Oostingprijs voor schilderkunst, de Hans Jafféprijs en de Singerprijs (1991). Het Stedelijk Museum Amsterdam, het Stedelijk Museum de Lakenhal te Leiden en diverse particuliere verzamelingen en bedrijfsverzamelingen hebben werk van haar.
Zij kende aanvankelijk een lange periode van vele experimenten in verschillende technieken (naast schilderen onder andere aquarel, fotografie en zeefdruk), waarbij haar poëtisch abstracte spel met fragmenten uit de werkelijkheid opvalt. Vanaf circa 1983 breekt het pure schilderen door in haar werk. Met bossen, zeeën en reusachtige boomstammen drukt zij, op groot formaat doeken, in heftige en zwaar aangezette verfstreken haar gevoelens uit ten opzichte van een overweldigende natuur.
Haar lange briefwisseling met schrijver en vertaler August Willemsen is in 2014 volledig uitgegeven door De Arbeiderspers in de reeks Privé Domein, met als titel 'Bewaar deze brieven als je eigen tekeningen'.
- Gemeinsame Normdatei: 174258593
- International Standard Name Identifier: 0000 0003 7024 4660
- Library of Congress Control Number: no2015085383
- Nederlandse Thesaurus van Auteursnamen: 091463130
- RKD-Nederlands Instituut voor Kunstgeschiedenis: 63900
- Système universitaire de documentation: 22954052X
- Union List of Artist Names: 500391302
- Virtual International Authority File: 241672913
- WorldCat: E39PBJy4cRJRTRqcvctYtDQXh3